# Henri Cartan
Henri Cartan (francès: Henri Paul Cartan)  (Nancy, 8 de juliol de 1904 - 13è districte de París i París, 13 d'agost de 2008) fou un matemàtic francès, reconegut pels seus treballs en els camp de la topologia algebraica. Era fill del també reconegut matemàtic Élie Cartan
Va estudiar a l'École Normale Supérieure i va obtenir el seu doctorat l'any 1928 a París sota la direcció de Paul Montel. Juntament amb André Weil, Jean Dieudonné i altres, va ser un dels membres fundadors i un dels màxims contribuents del grup N. Bourbaki.
Després del doctorat, va ser professor al Liceu de Caen i a la Universitat de Lila de 1929 a 1931. En aquesta època va iniciar una col·laboració amb el catedràtic de la Universitat de Münster, Heinrich Behnke i el seu assistent Peter Thullen que va ser interrompuda per l'esclat de la Segona Guerra Mundial. La guerra va ser un període dramàtic per a la família Cartan. El seu germà petit, Jean-Louis Cartan, compositor, va morir el 1932 de tuberculosi amb només vint-i-cinc anys i l'altre germà, Louis, va ser arrestat per la Gestapo el 1942 i deportat a Alemanya on va morir quinze mesos després, tot i que la família no ho va saber fins a acabar la guerra. Quan va esclatar la guerra, Henri, que era professor a la Universitat d'Estrasburg, es va haver de traslladar a Clermont-Ferrand, on només hi va estar un any, ja que el 1940 va ser nomenat professor a la Sorbona, on es va fer càrrec dels alumnes de matemàtiques de l'École Normale Supérieure.
En acabar la guerra, Cartan va tornar a Estrasburg on va romandre per dos anys. També va reiniciar les seves relacions acadèmiques amb Heinrich Behnke i va visitar sovint l'institut d'Oberwolfach. Després de breus estances als Estats Units, on va conèixer Samuel Eilenberg amb qui va escriure l'influent llibre “Homological Algebra” (publicat el 1956), va retornar a París, a les seves classes a l'École Normale Supérieure, on va iniciar els Seminaris Cartan que van ser publicats pel seu deixeble Jean-Pierre Serre entre 1948 i 1964. Cartan es va jubilar l'any 1975.
Cartan també es va comprometre en activitats polítiques en favor del Drets Humans, destacant-se en les seves campanyes per l'alliberament del matemàtic rus Leonid Plyushch (1974) i de l'uruguaià José Luis Massera.

## Obres
- Homological Algebra (amb Samuel Eilenberg), Princeton Univ Press, 1956 ISBN 0674079779.
- Séminaires de l'École Normale Supérieure (coneguts com a "Séminaires Cartan"), Secr. Math. IHP, 1948-1964; W.A.Benjamin ed., New York, 1967.
- Théorie élémentaire des fonctions analytiques, Hermann, París, 1961.
- Calcul différentiel, Hermann, París, 1967.
- Formes différentielles, Hermann, París, 1967.
- Œuvres - Collected Works, 3 vol. editades per Reinhold Remmert et Jean-Pierre Serre, Springer Verlag, Heidelberg, 1967.